# Nacionalni park Theodore Roosevelt
Nacionalni park Theodore Roosevelt jedan je od 58 nacionalnih parkova smještenih na području Sjedinjenih Američkih Država.

## Naziv parka
Ovaj je nacionalni park ime dobio po bivšem američkom predsjedniku Theodoru Rooseveltu u znak zahvalnosti za sva njegova dostignuća u zaštiti krajobraza.

## Zemljopisni podaci
Nacionalni park Theodore Roosevelt nalazi se u američkoj saveznoj državi Sjeverna Dakota, a zauzima prostor od oko 285 km2. Podijeljen je u tri dijela: sjeverni, južni dio i dio oko ranča Elkhorn. Veći južni dio se nalazi u blizini grada Medora, manji sjeverni dio se nalazi oko 130 km daleko od južnog i južno od grada Watford. Elkhorn ranč se nalazi između sjevernog i južnog dijela praka, oko 32 km zapadno od grada Fairfield. Kroz sva tri dijela praka protječe rijeka Little Missouri.

## Povijest
U rujnu 1883. Theodore Roosevelt je prvi puta došao u područje parka loviti bizone. Tijekom lova se zaljubio u takav način života i potpunu slobodu kakvu je pružao zapad pa je uložio 14.000 američkih dolara u ranč Maltese Cross ((hrv.) Malteški križ}}. Nakon smrti supruge i majke Roosevelt se u potrazi za mirom i samoćom, u nadi da će preboljeti smrt bližnjih, vratio na ranč u Sjevernoj Dakoti. Njegova tri djela o životu na zapadu, Ranch Life and the Hunting Trail, Hunting Trips of a Ranchman i The Wilderness Hunter, inspirirana su njegovim boravkom na ranču. Memorijalnim nacionalnim parkom Theodore Roosevelt ovo je područje odlukom američkog predsjednika Trumana proglašeno 25. travnja 1947. godine kao prvi i jedini memorijalni nacionalni park, a 10. rujna 1978. područje je napokon proglašeno nacionalnim parkom.

## Vanjske poveznice
- Theodore Roosevelt National Park (engl.)
- Theodore Roosevelt National Park pictures (engl.)

## Ostali projekti
|  | Zajednički poslužitelj ima stranicu o temi Nacionalni park Theodore Roosevelt    |
|  | Zajednički poslužitelj ima još gradiva o temi Nacionalni park Theodore Roosevelt |